# いばらの楽園
いばらの楽園 (英語: The Paradise of Thorns タイ語: วิมานหนาม) は、タイ北部、メーホンソーン県のドリアン農園を舞台に、タイ社会の不平等と同性婚をテーマにした恋愛サスペンスドラマである。タイでの劇場公開は2024年8月22日。日本では第20回大阪アジアン映画祭で2025年3月19日と同23日に上映された。

## 概要
恋人同士、念願のドリアン農園を手に入れ事実婚をした主人公トンカム(ジェフ・サター)とセークサン(ポンサコーン・メーターリカーノン)。セークサンが作業中にドリアンの木から落ち亡くなり、トンカムはセークサンの家族に農園を奪われてしまう。
広大な土地とドリアン農園、そして家を手に入れるまで懸命に働いてきた、トンカムとセークサン。二人は結婚して幸せに暮らすことを願っていた。しかし、セークサンの突然の死により、トンカムは、タイの法律が同性婚を認めていない現実を知る。その結果、トンカムとセークサンが築き上げた資産は、セークサンの名義になっていたため、実母であるナーンセーン(スィーダー・プアピモン)のものになってしまう。ナーンセーンは養女のモー(インファー・ワラハ)を連れて家に住み始め、農園での作業を担わせるため、モーの弟のジンナ(ハリット・ブアヨイ)を呼び寄せる。トンカムは資産を取り戻すため、法律の不当性に立ち向かう。

## キャスト
- トンカム・カンロンスック: ジェフ・サター
- モー・ジョンヨーイ: インファー・ワラーハ
- ナーンセーン・ブンカムルー(セークの母): スィーダー・プアピモン
- ジンナ・ジョンヨーイ(モーの弟): ハリット・ブアヨイ
- セークサン・ブンカムルー(セーク): ポンサコーン・メーターリカーノン

## 制作
2023年3月23日に行われた、GDH 559の2023年のラインナップに関する記者会見において、クリット・アンムアイデーチャコーンとインファー・ワラーハが主役のThe Project D (仮題) として本作は制作発表された。DはドリアンのDであり、主役の役名からもきているとされた。
しかし、撮影開始を目前にし、クリット・アンムアイデーチャコーンにとって、この与えられた役がとても挑戦的であり、肉体的にも精神的にもかなり遠いものであるとの悩みが解決できず、撮影中止の決断に至った。
クリット・アンムアイデーチャコーンが演じる予定だった役は、その後ジェフ・サターが演じることになったが、ジェフもこの役はとても挑戦的であると感じていて、3か月から4か月話し合った後に役を受けることにした。
物語は貧しさを象徴するためにメーホンソーン県を舞台にしているが、実際にはドリアンの栽培には適しておらず、ドリアン農園の撮影は南部のトラート県で行われた。

## 公開
- 2024年8月22日 タイ国内劇場公開
- 2025年1月9日 タイ国内向けに Netflix で配信が開始された。[6]

## サウンドトラック
- เหมือนวิวาห์ (Rain wedding) 歌唱: ジェフ・サター